# Български общ народен студентски съюз
Българският общ народен студентски съюз (БОНСС) е организация на българското студентство, свързана с БКП. Създадена е на 30 март 1930 г. в София.
От 14 април същата година издава като свой орган вестник „Студентско знаме“. Организира културни прояви, както и политическа дейност, като пропагандира комунистически идеи сред студентите.
През декември 1931 г. БОНСС организира студентска стачка с искане за изгонване от Софийския университет на ръководителя на Деветоюнския преврат Александър Цанков. Стачката е разгонена със сила от полицията, като се стига до жертви сред студентите.
След Деветнайсетомайския преврат БОНСС е забранен. През 1936, заедно с други студентски организации създава „Единен фронт на демократичната студентска младеж“. Обявява се против личния режим на цар Борис III и за пълно възстановяване на Търновската конституция. С това искане провежда голяма студентска стачка през 1937.
Активно се включва в Соболевата акция през 1940. Много от дейците на БОНСС се включват в партизанското движение в България през 1941 – 1944 – Адалберт Антонов, Лиляна Димитрова и др.
През юни 1945 БОНСС, Българският академически земеделски съюз, Студентската социалистическа организация „Жан Жорес“ (свързана с лявото крило на БРСДП (ш.с.)) се обединяват в Общ съюз на народното студентство, който от своя страна се влива в организирания през декември 1947 Съюз на народната младеж.